# 皮歐考斯卡大街
皮歐考斯卡大街（波蘭語：ulica Piotrkowska）是位於波蘭城市羅茲的一條街道，是羅茲的主幹道。這條大街是歐洲最長的商業街之一，長度達4.2公里。皮歐考斯卡大街上有眾多商店和餐館，是羅茲的主要觀光景點之一。

## 圖集

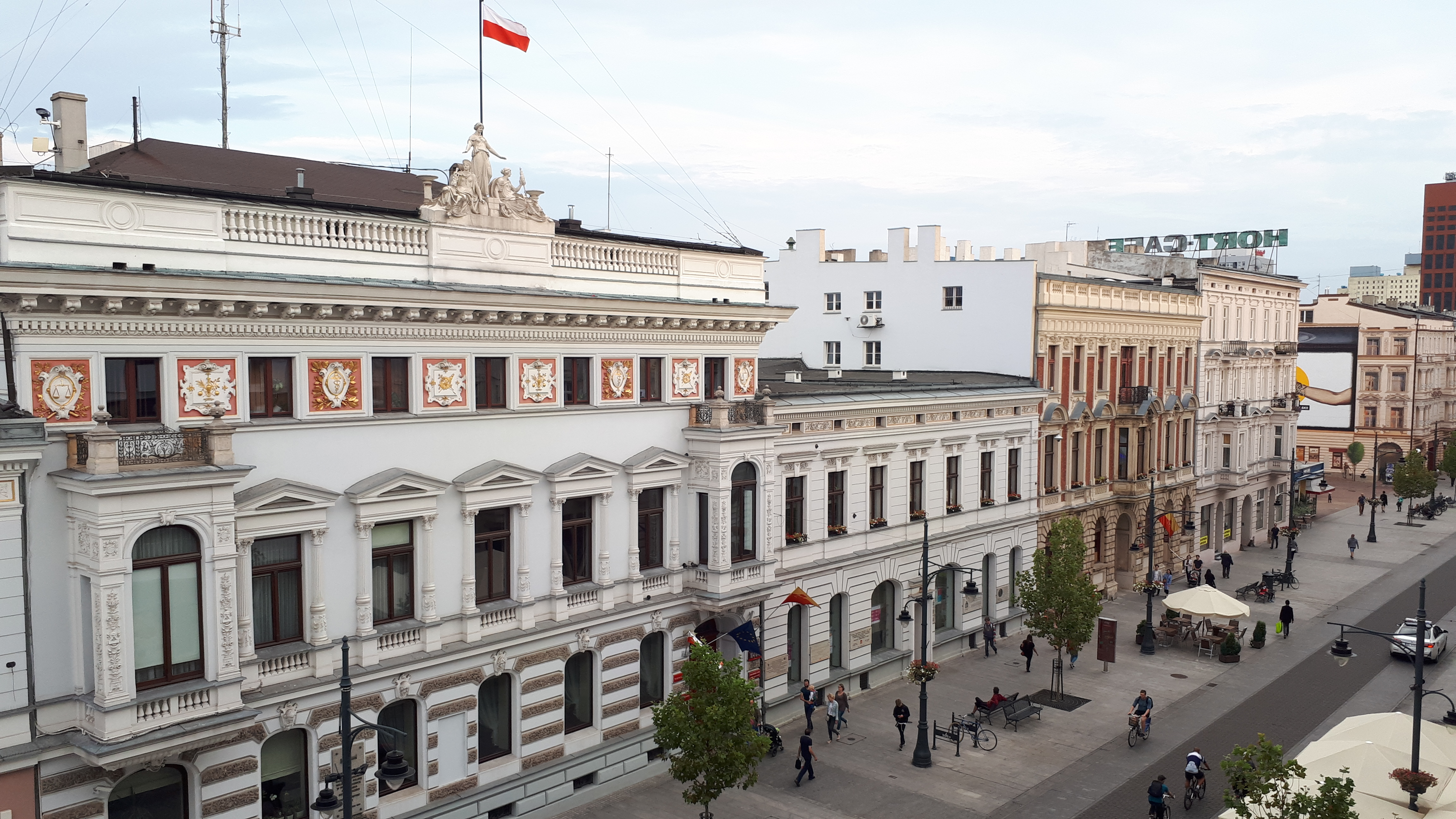
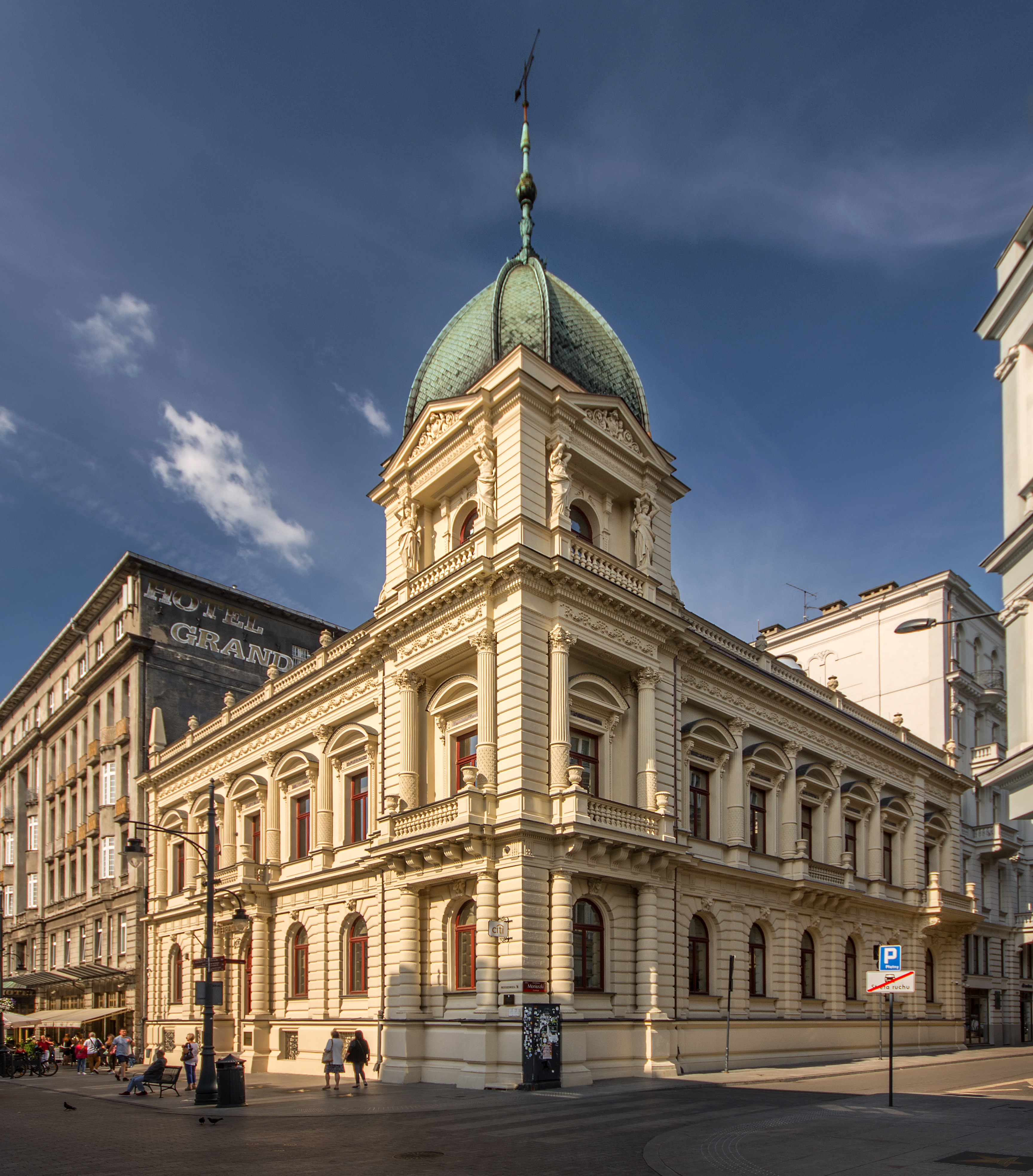
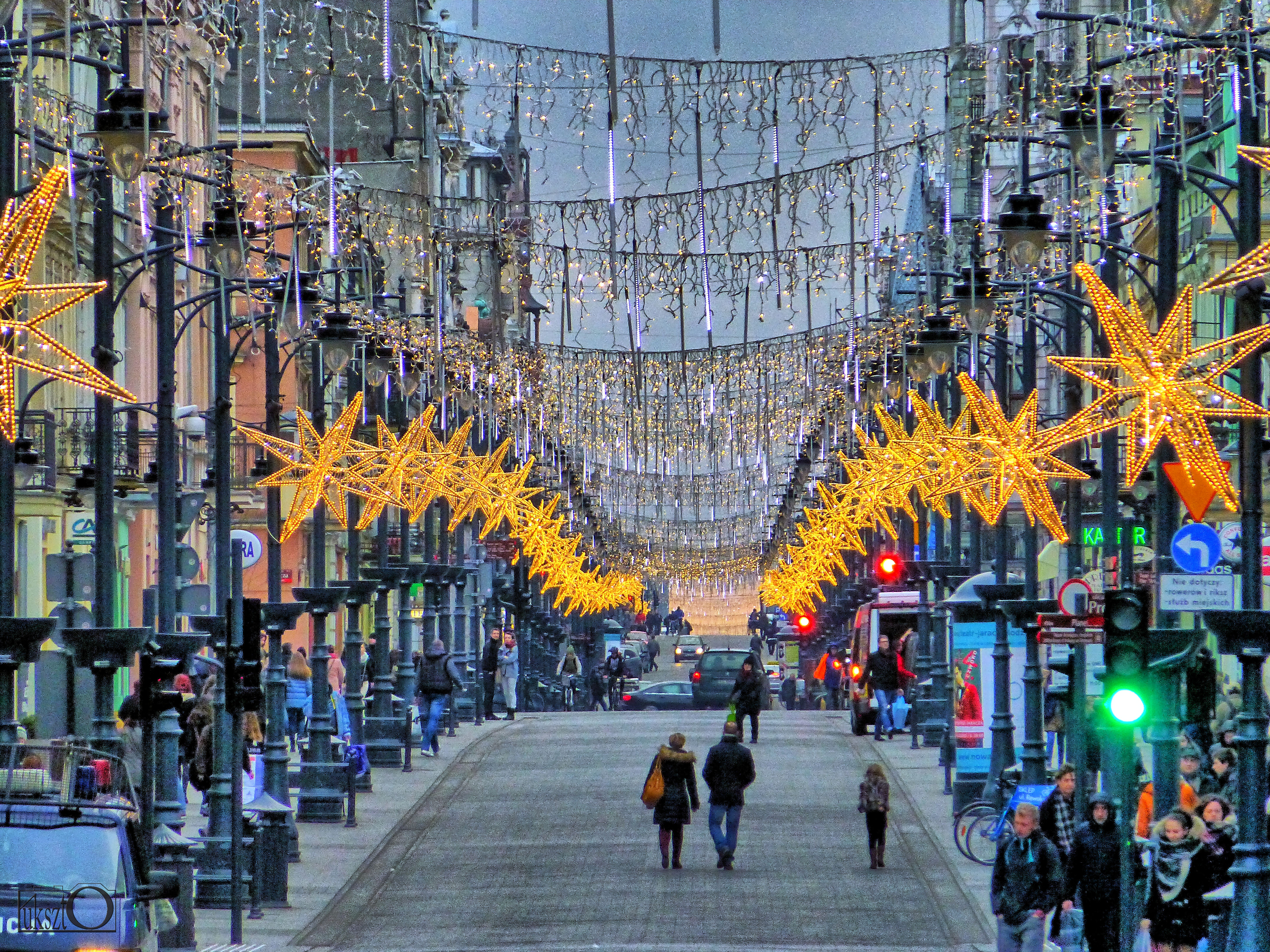
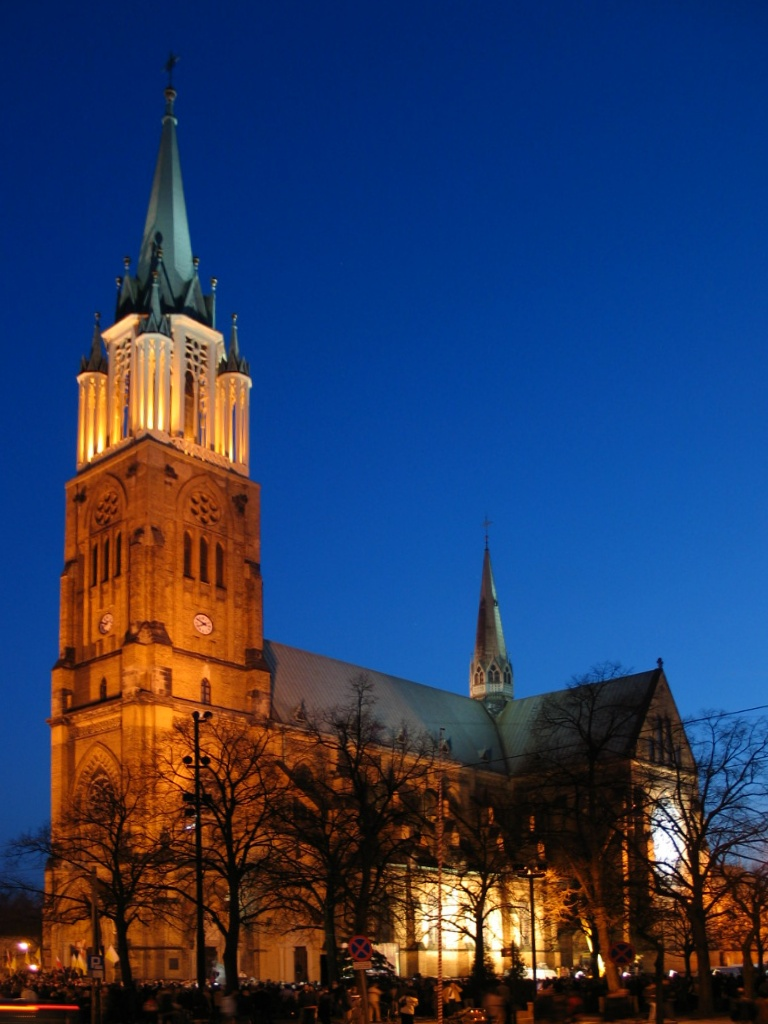
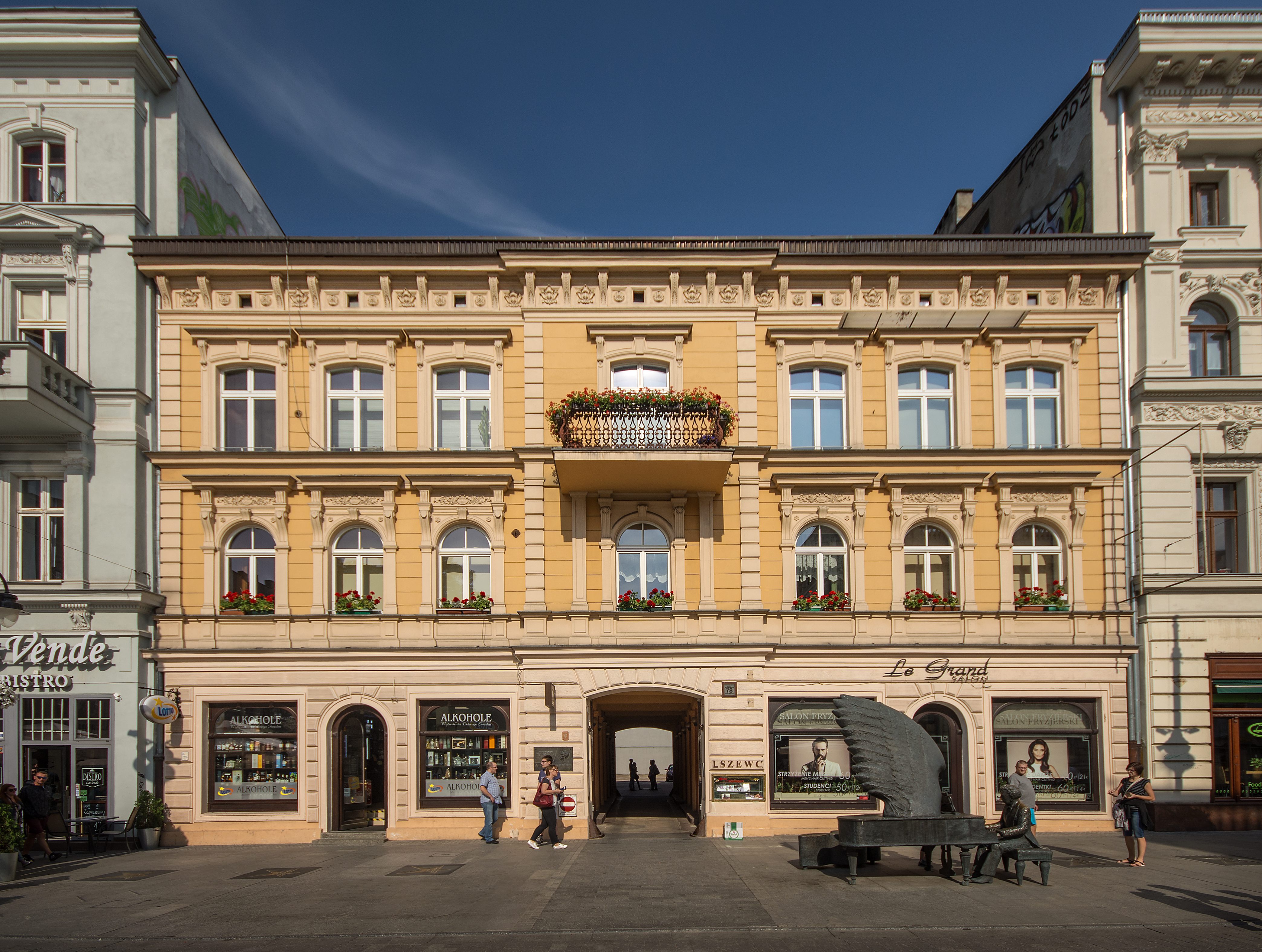
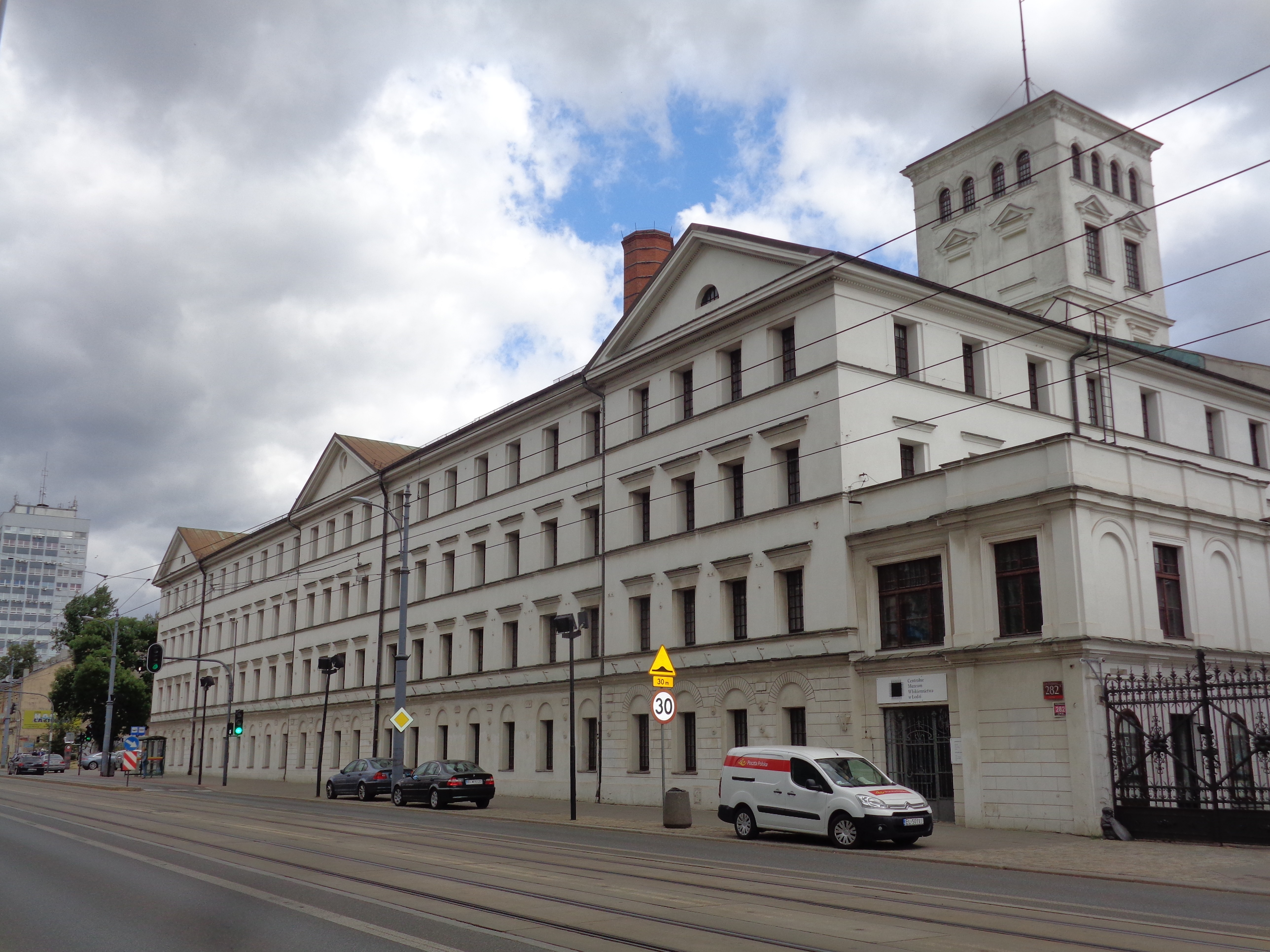
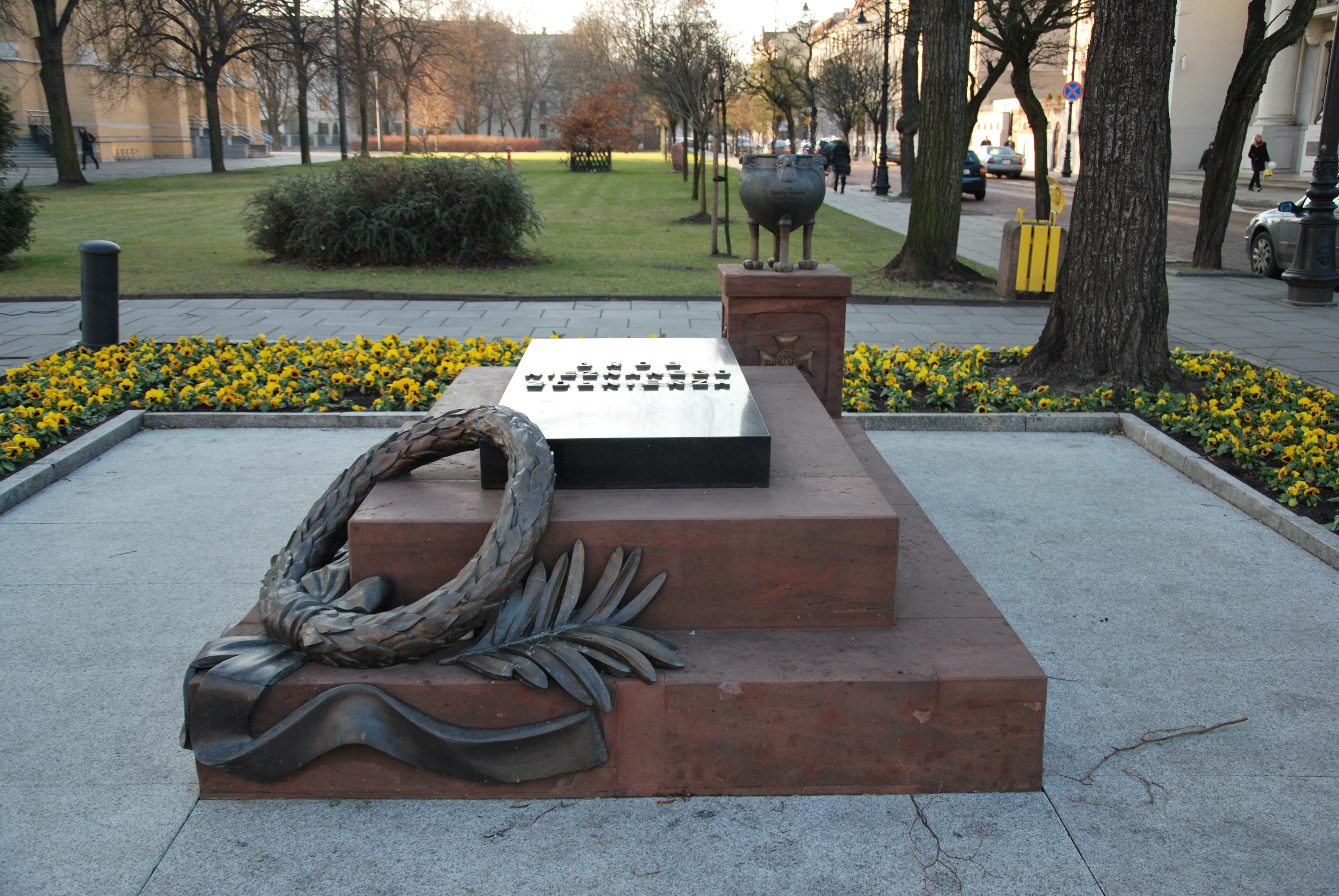
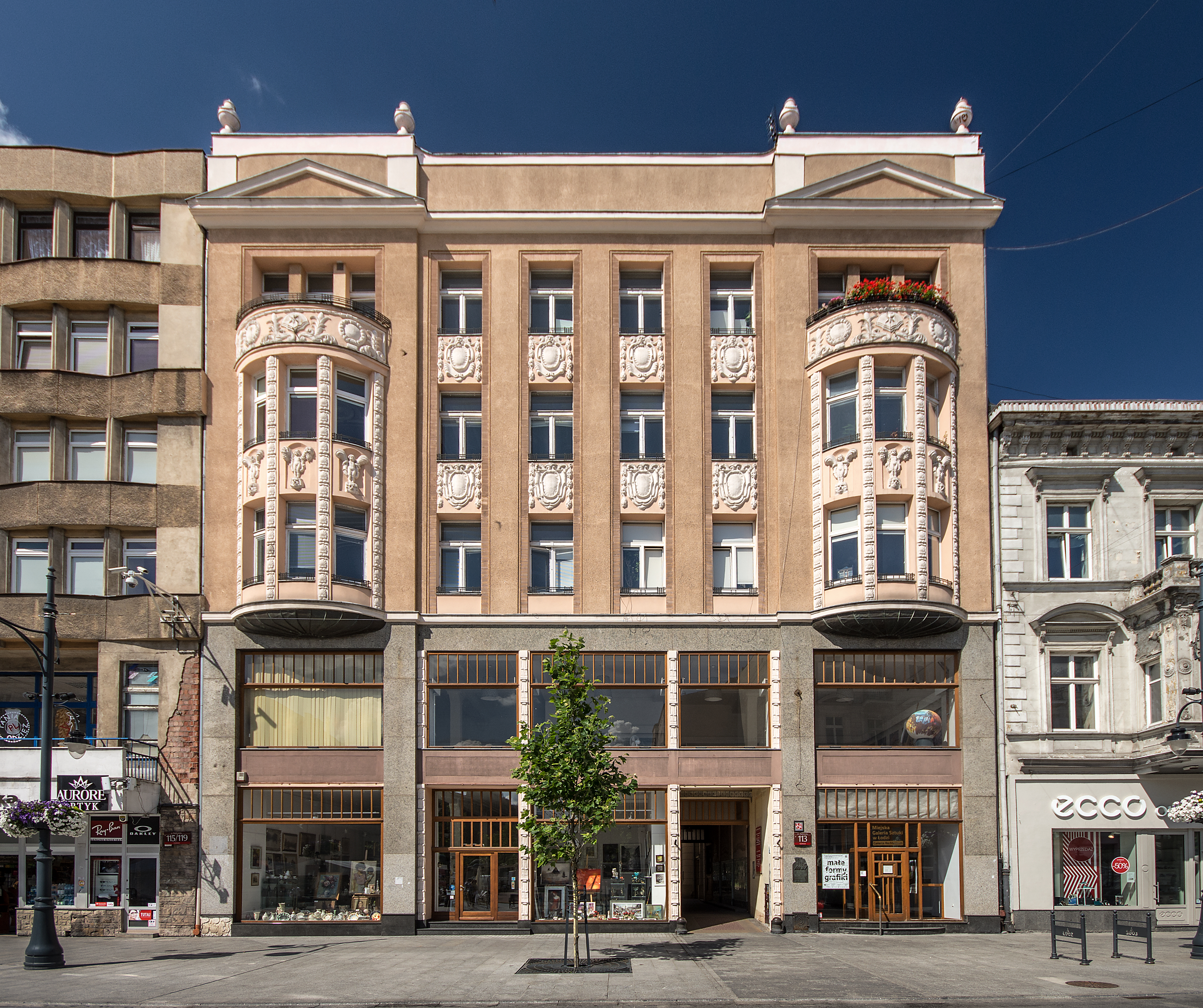
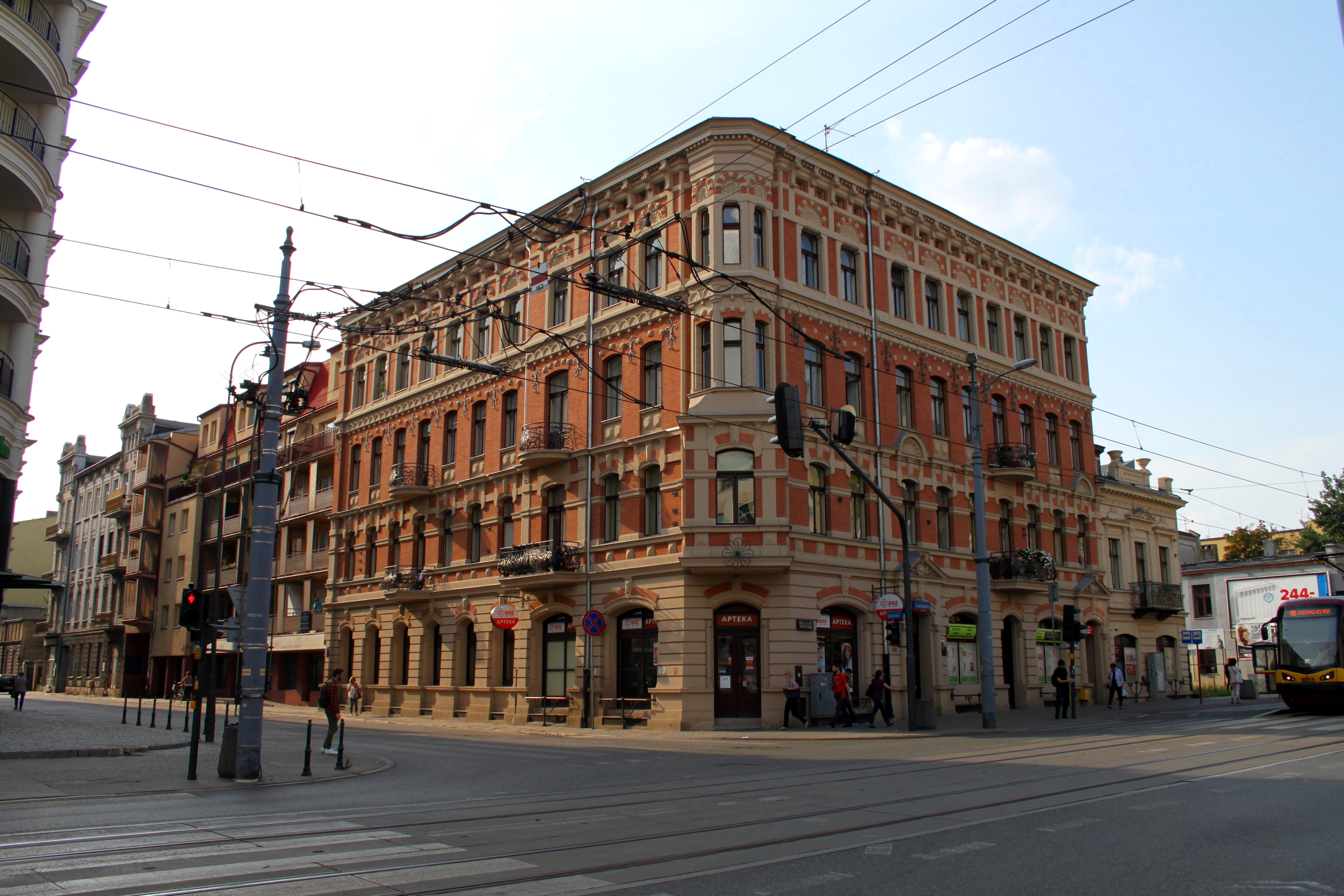
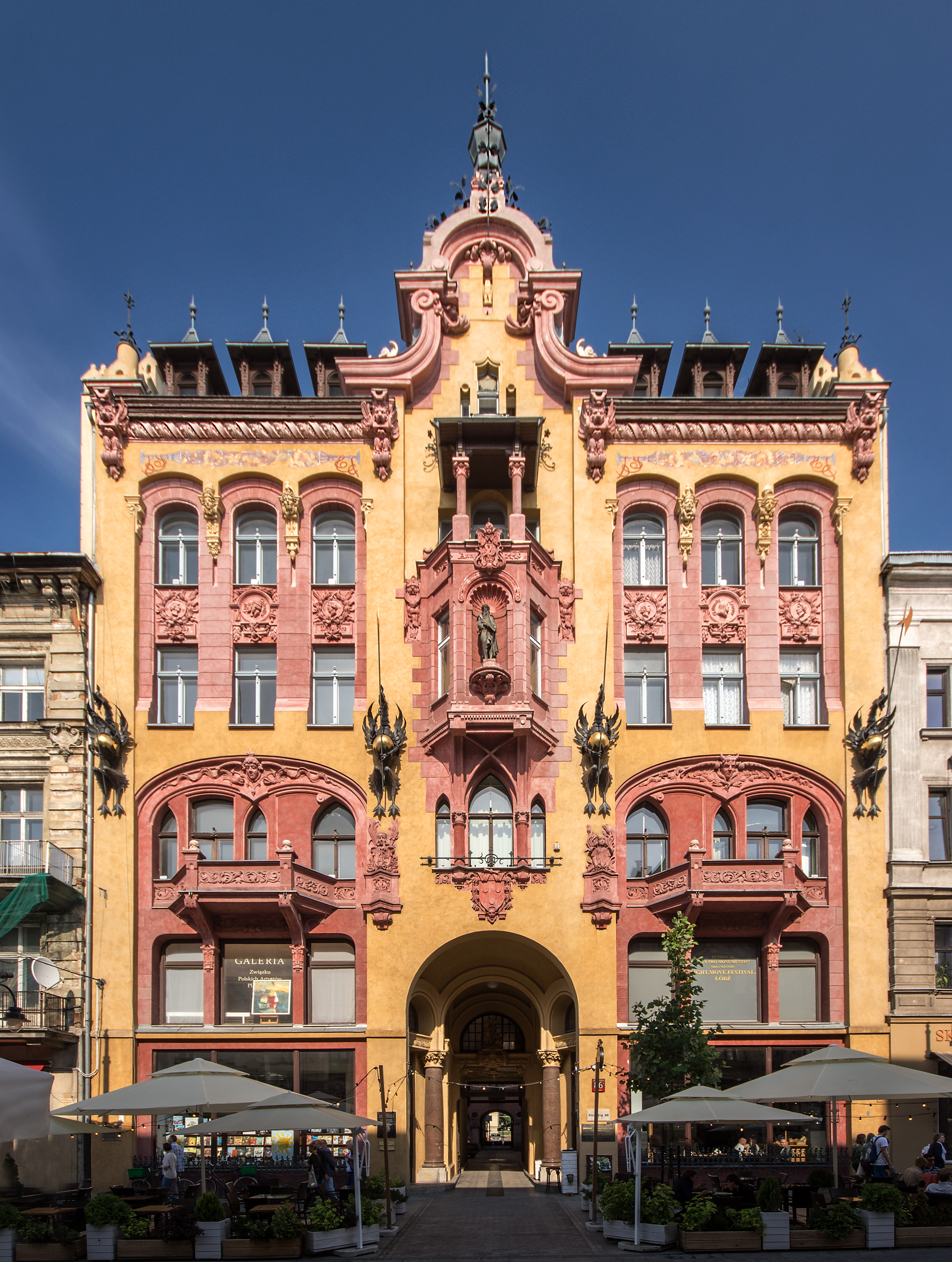
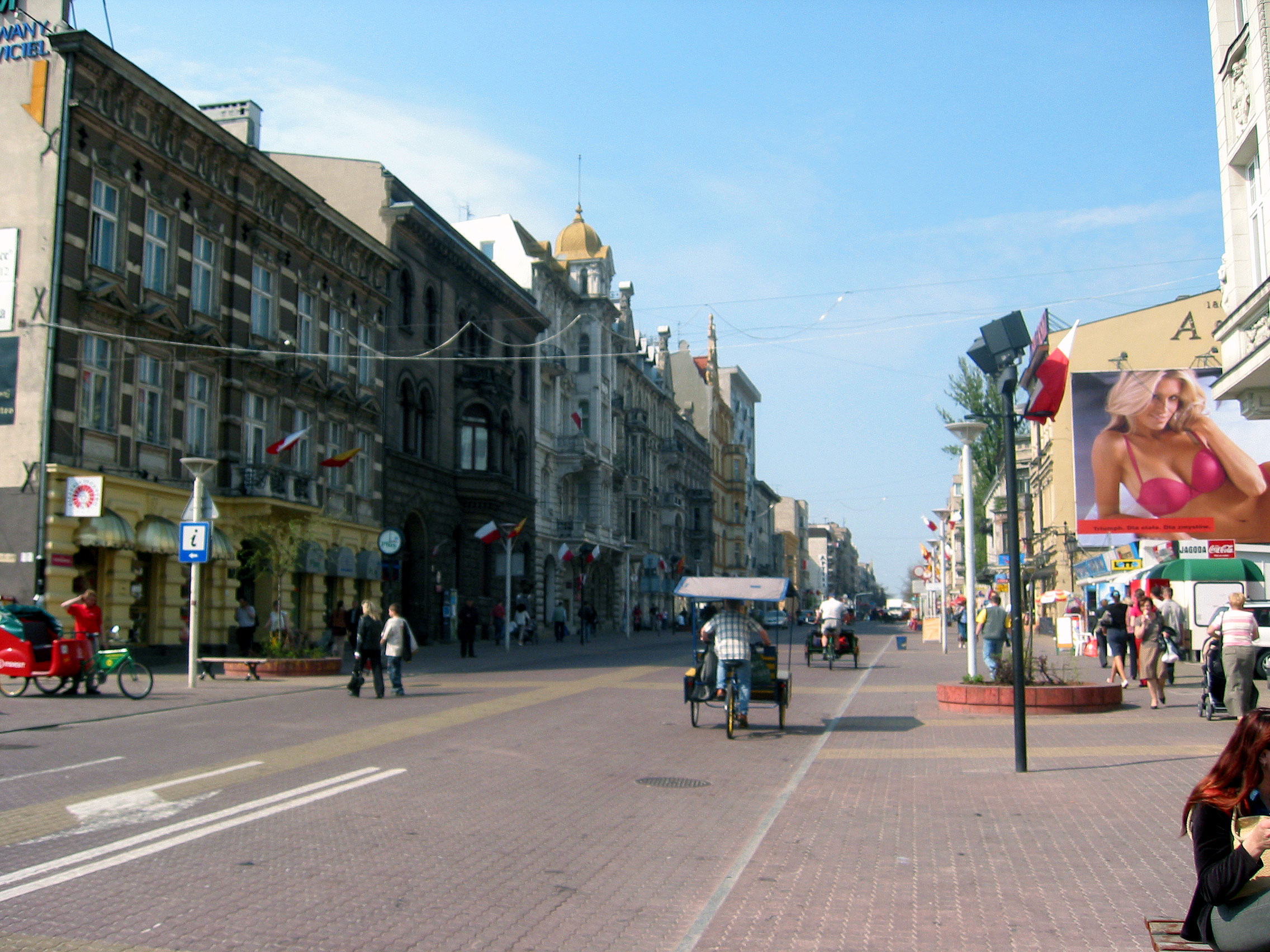
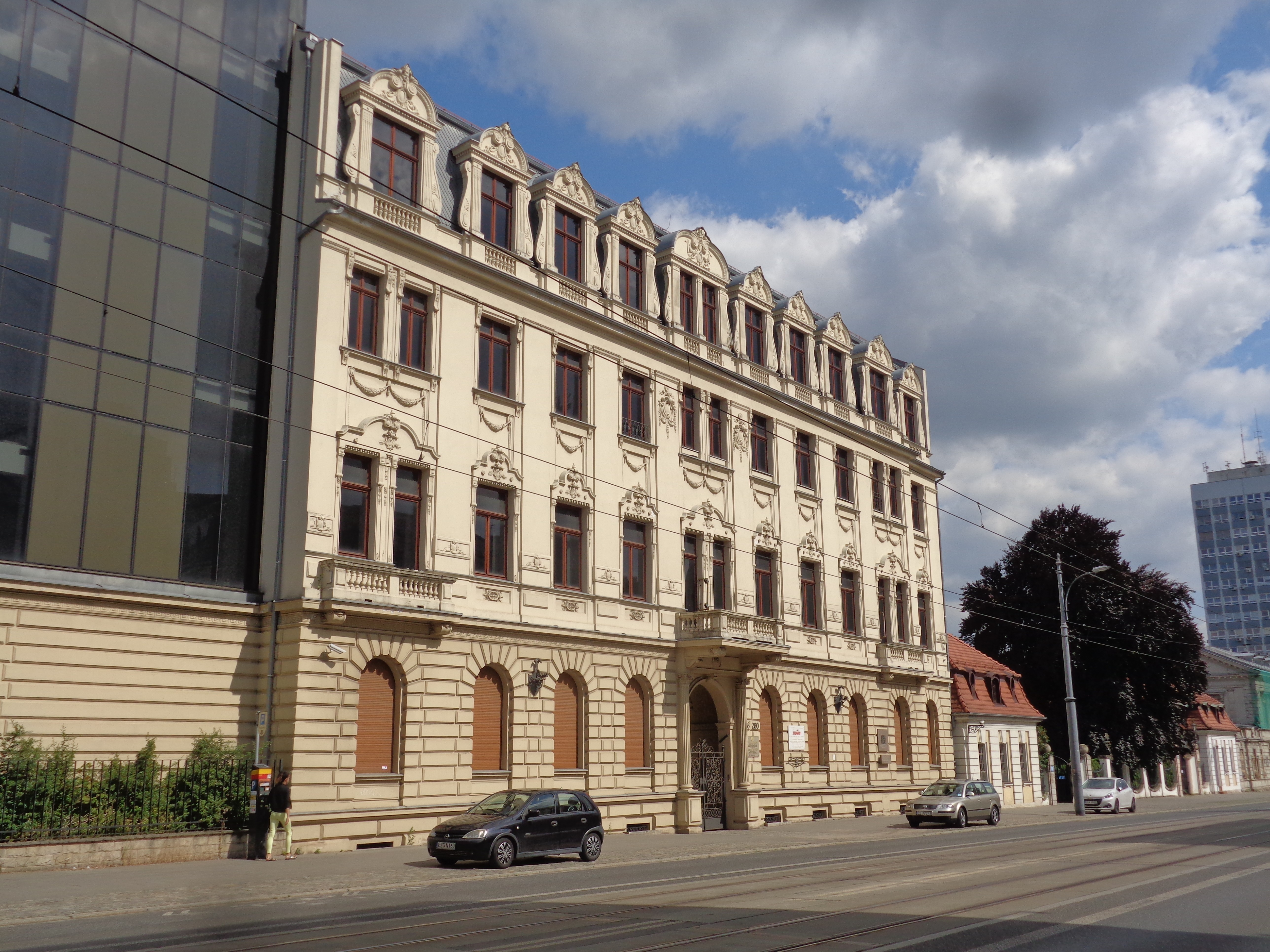
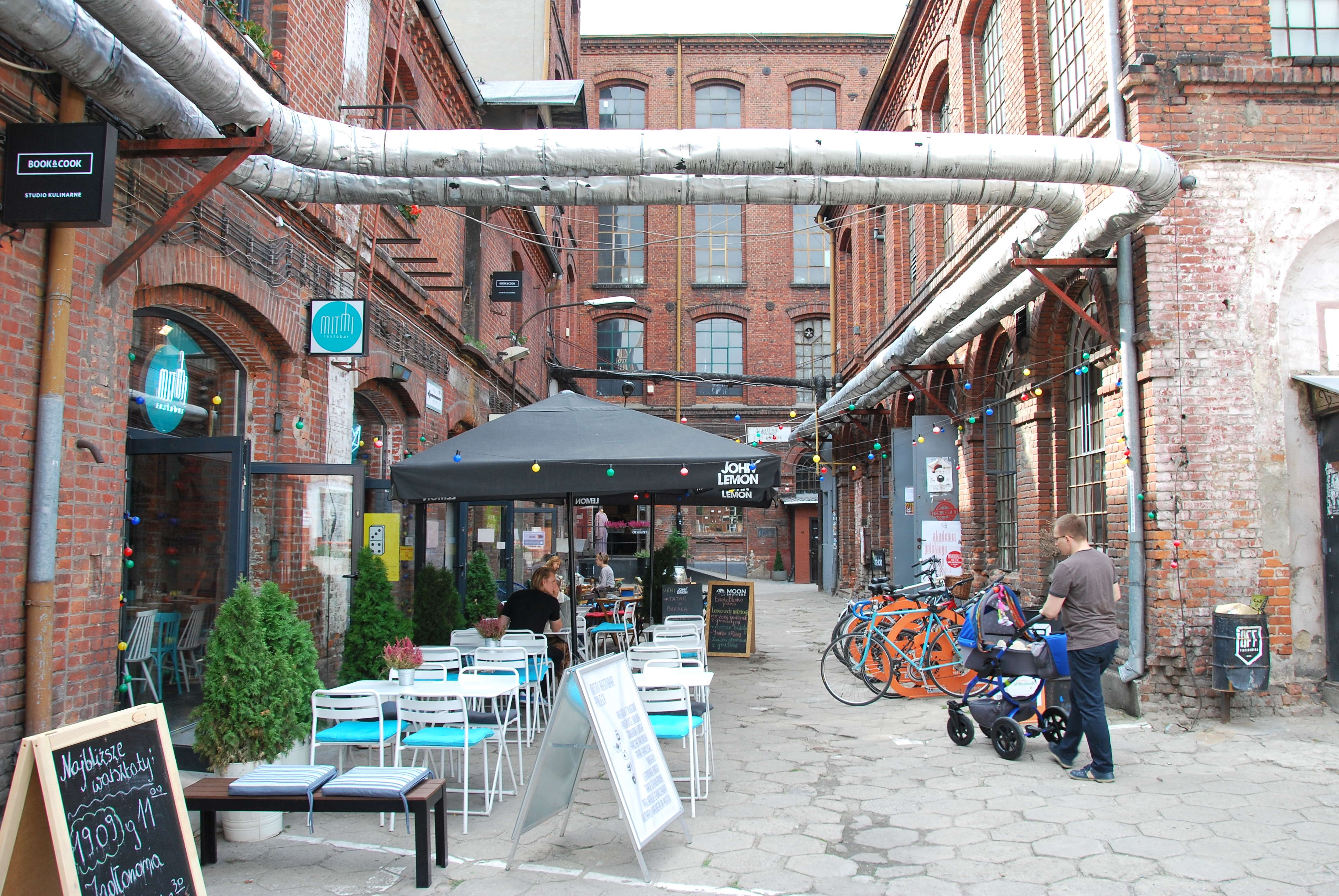
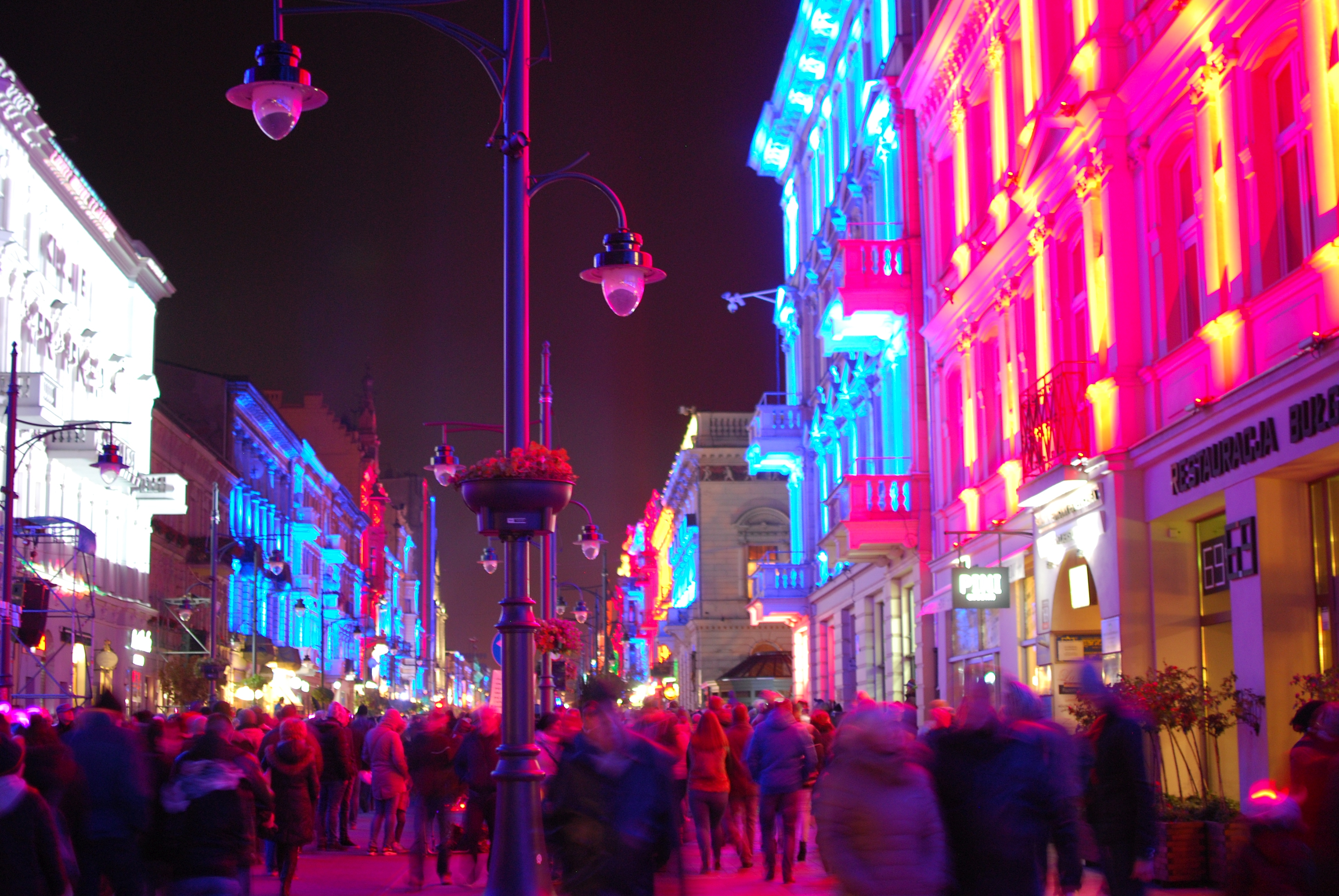
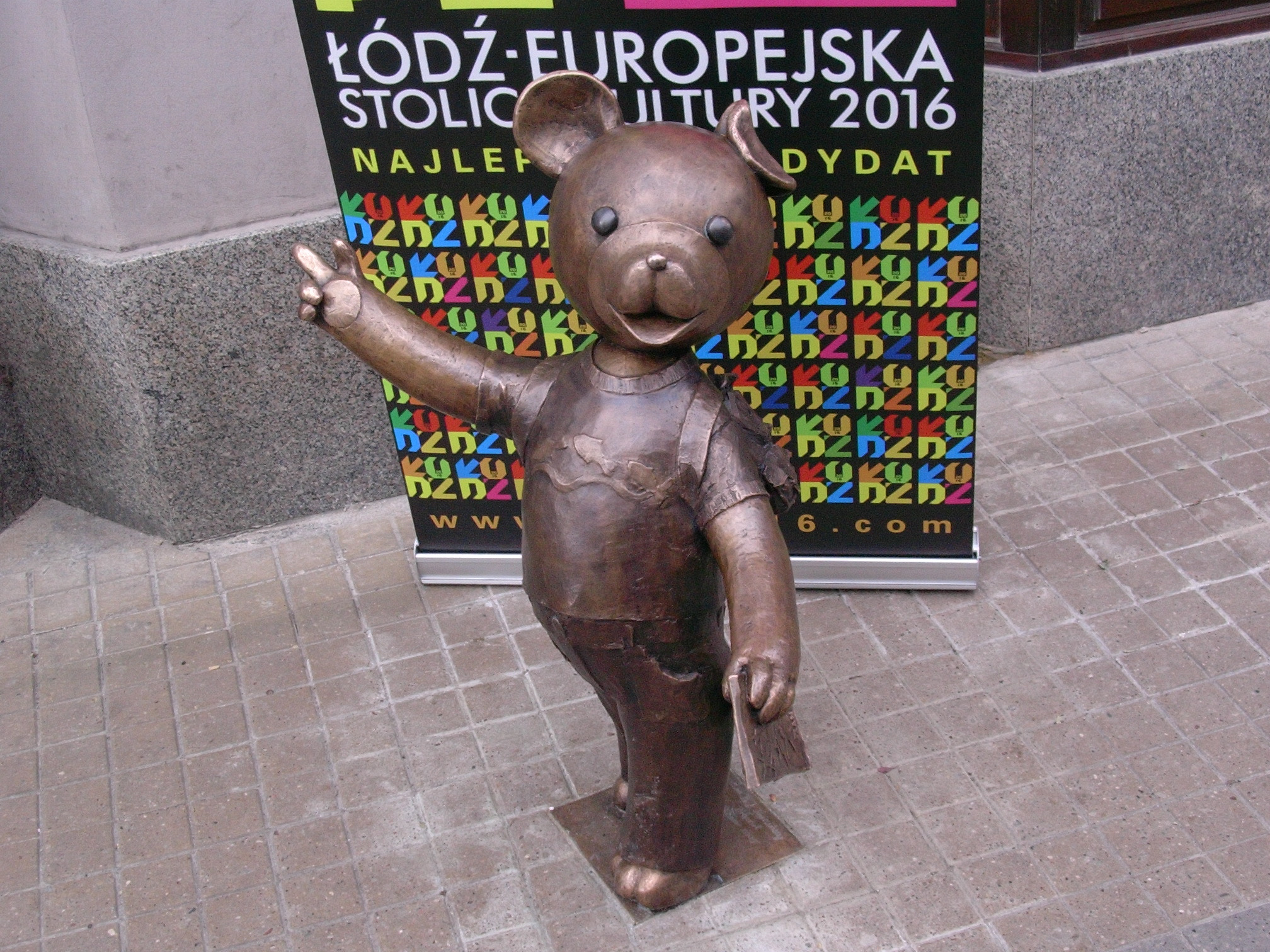
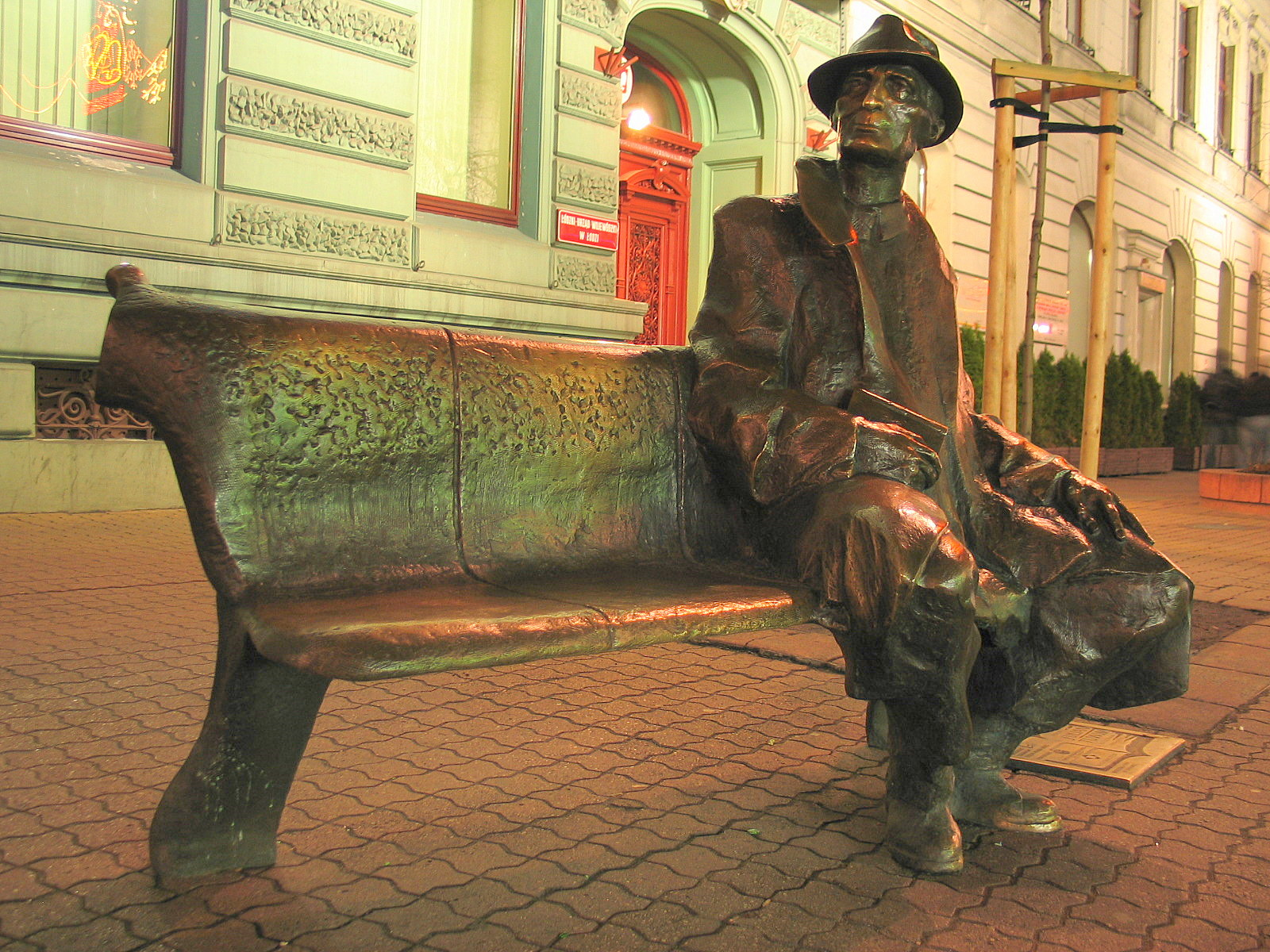
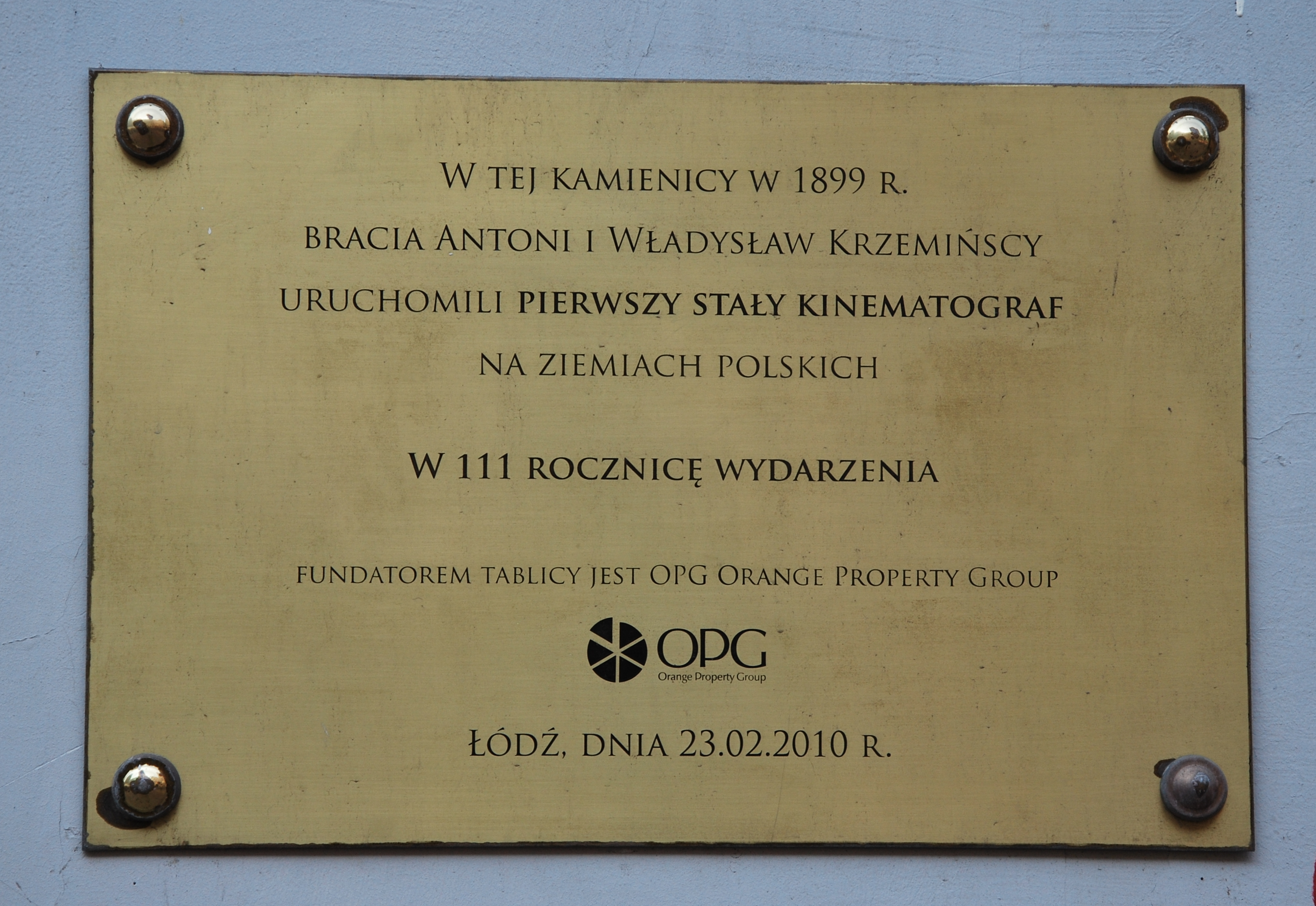
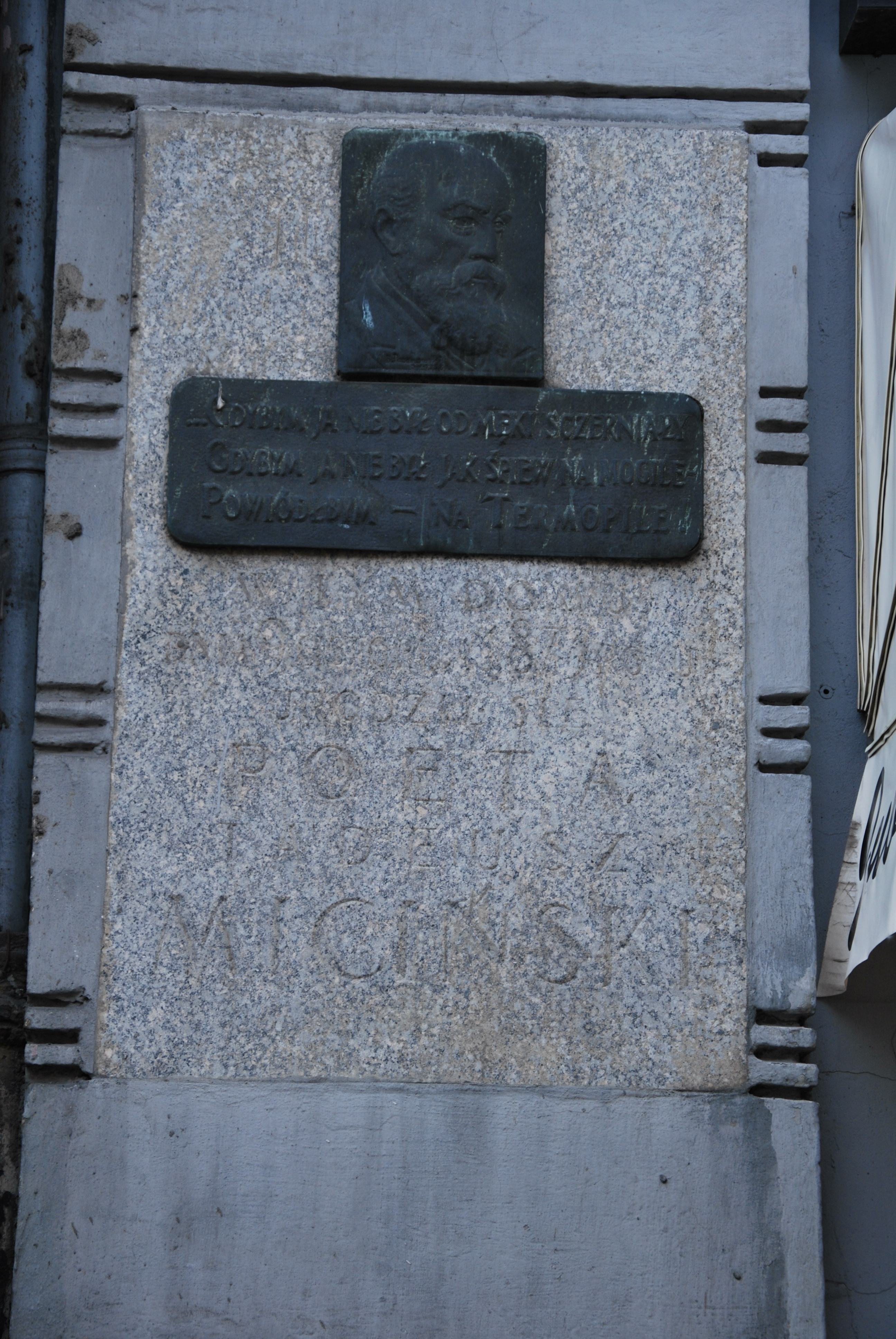
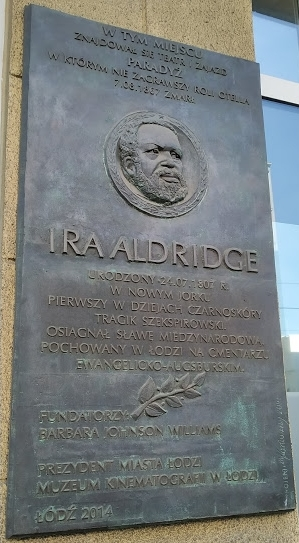
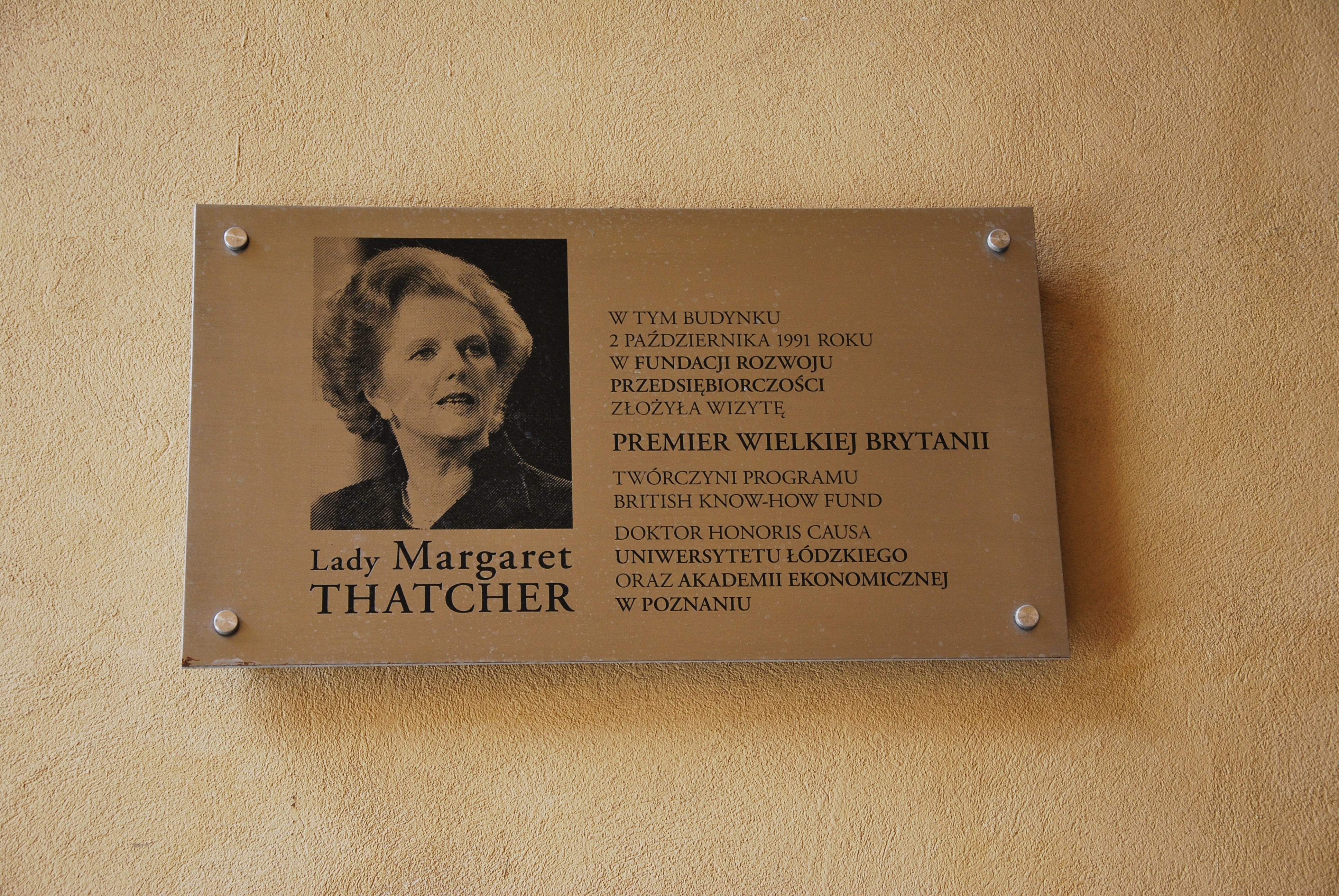
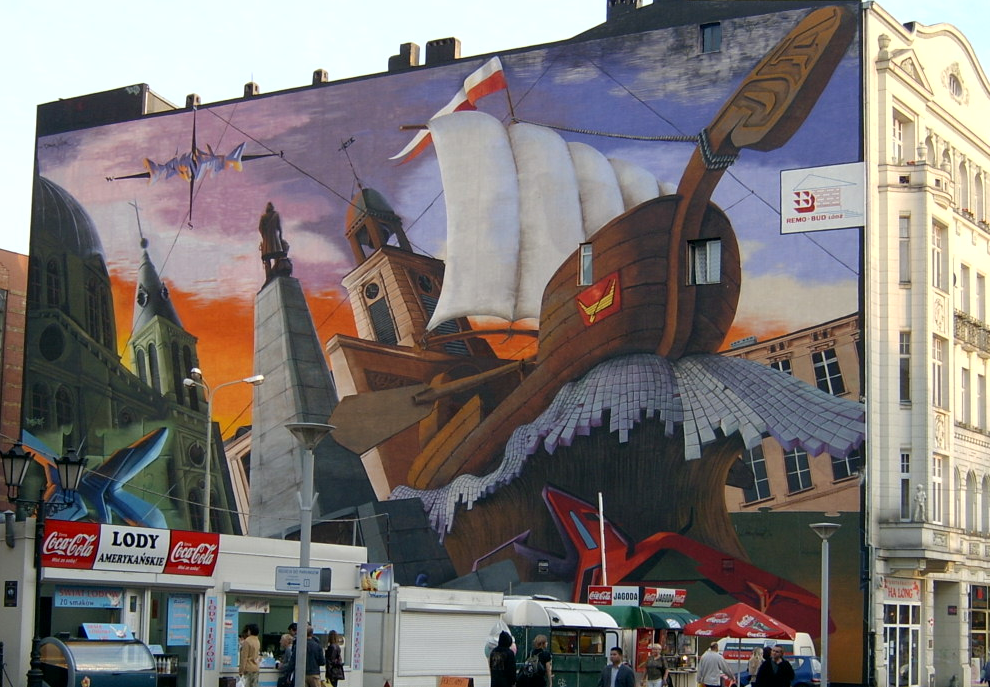
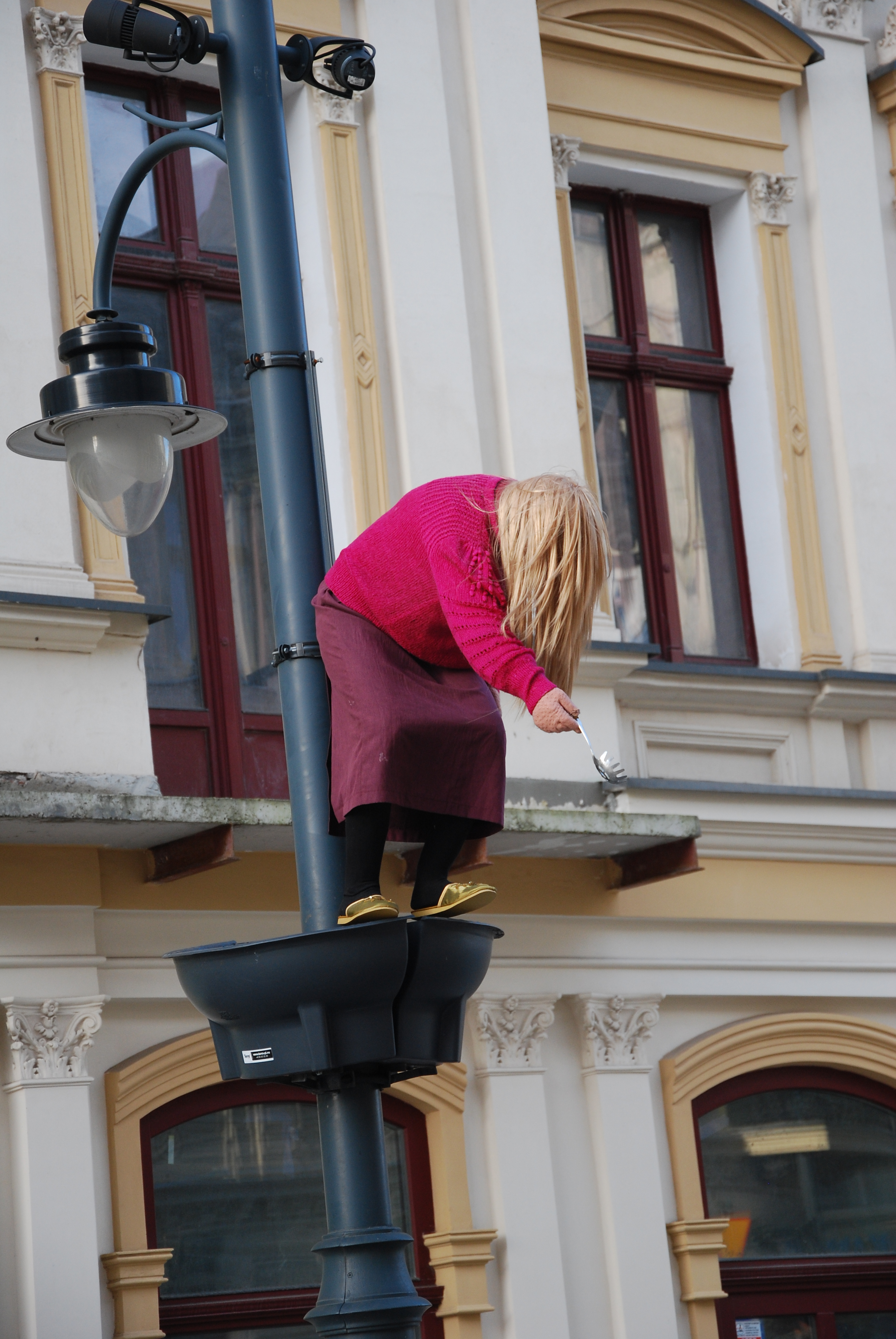
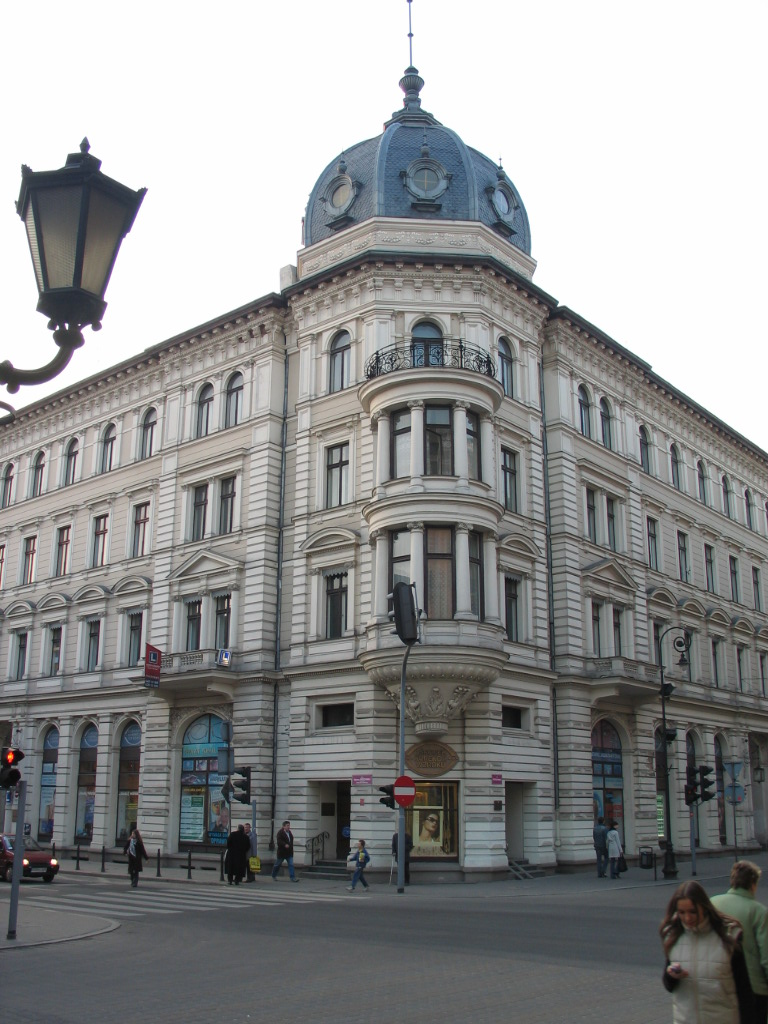
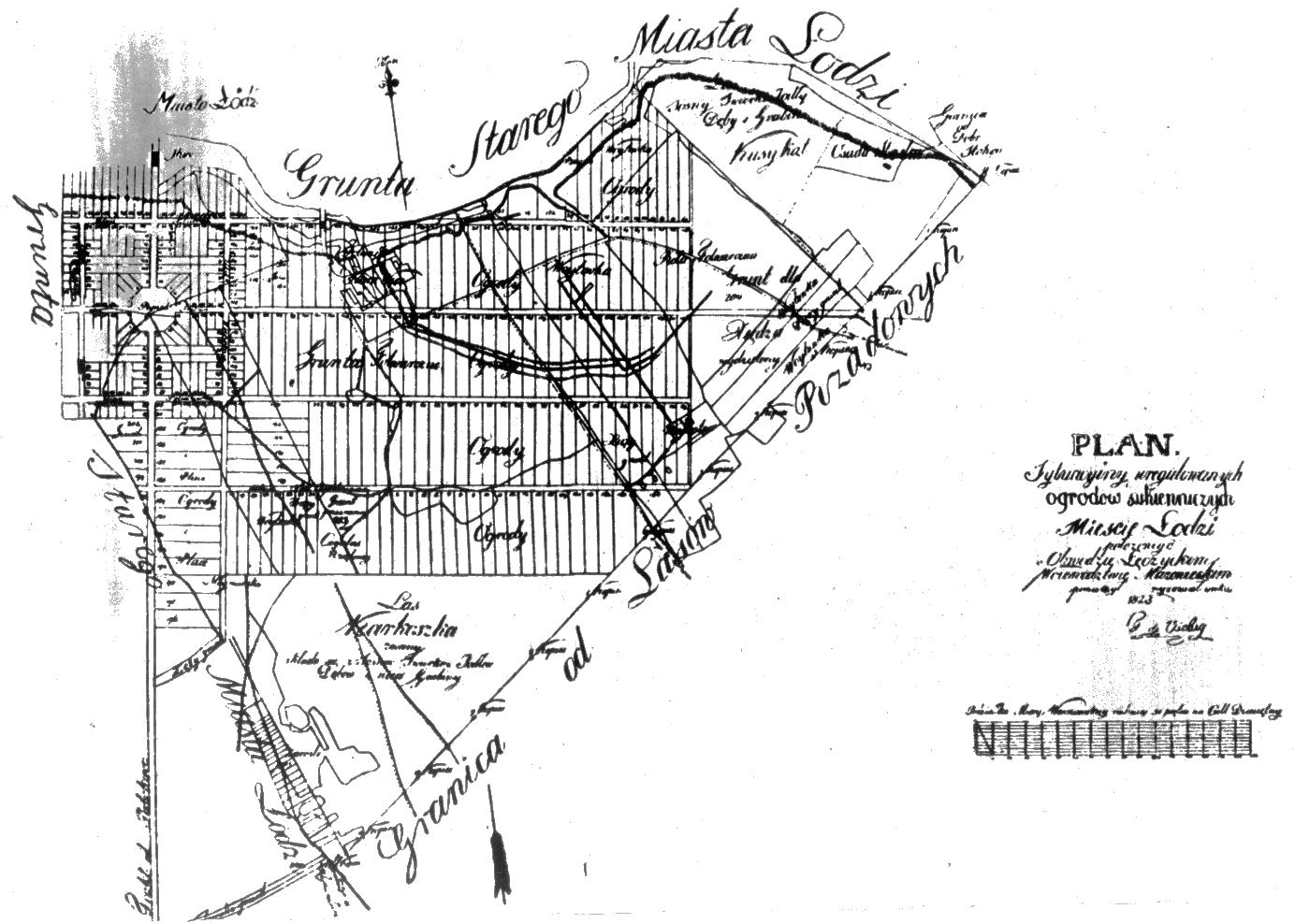

51°46′34″N 19°27′17″E / 51.77611°N 19.45472°E